# Культура шаровидных амфор

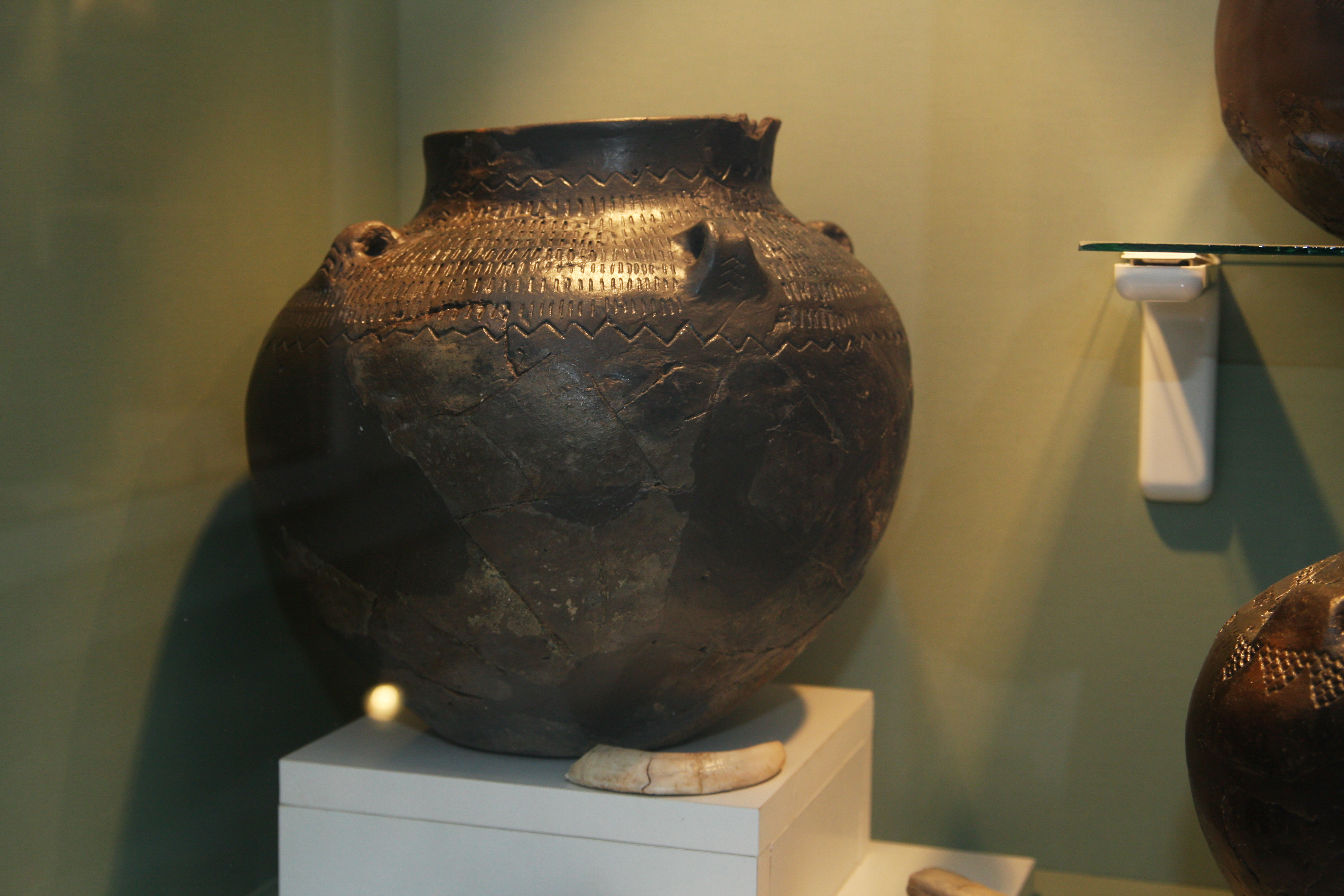
Типичная шаровидная амфора. Из раскопок в Пятра-Нямц

Культура шаровидных амфор — археологическая культура, существовавшая в период около 3200—2800 годов до н. э. Занимала большую часть территории прежней культуры воронковидных кубков, а в центральной части делила территорию с культурой шнуровой керамики. На юге и западе соседствовала с баденской культурой, на северо-востоке с нарвской культурой. Название предложил археолог Густаф Коссинна в связи с характерной керамикой — шаровидными сосудами с 2—4 ручками.

## Распространение
Наиболее ранние поселения найдены на территории Белоруссии. Культура локализуется от бассейна Эльбы на западе до Вислы на востоке, распространяется на юг до середины Днестра и на восток до Днепра. Шаровидные амфоры, как заимствование соседними культурами, встречаются на гораздо более широкой территории, достигая Осетии. К западу от Эльбы несколько шаровидных амфор найдено в мегалитических погребениях. Находки, связанные с культурой шаровидных амфор, в степной зоне Украины и России, обычно связываются с поздним этапом её распространения около 2950—2350 годов до н. э. из центра в Волыни и Подолье.
При помощи типологического анализа польские археологи выделили следующие локальные группы этой культуры: западную, распространенную в восточной части Германии и Чехии, среднюю, или польскую, охватывающую территорию современной Польши (правобережье Одры было районом взаимного проникновения западной и средней групп) и восточную, к которой относятся памятники, известные в пределах Украины и Белоруссии.
В каждой из групп выделены ещё локальные варианты: в западной — бранденбургский, среднегерманский и чешский; в средней — куявско-великопольский, поморско-прусский, мазовецко-подляский и восточнолюблинский; в восточной — западноволынский, восточноволынский и подольско-молдавский.

## Хозяйство
Экономика была основана на выращивании различных животных, причём на ранней стадии преобладали свиньи, в отличие от культуры воронковидных кубков, отдававшей предпочтение крупному рогатому скоту. Поселения — редкие, удалённые друг от друга, и обычно в них обнаруживаются только фундаментные ямы. Более-менее идентифицируемые остатки домов до сих пор не обнаружены. Предполагается, что некоторые из поселений были населены не круглый год или были временными.

## Погребения
Для западной локальной группы характерны грунтовые погребения, костяки лежат в массивных гробницах, сложенных из массивных кусков камня или плит. Известны также гробницы, построенные из небольших необработанных кусков камня, погребения под каменными монолитами и грунтовые захоронения без каменной конструкции. В отдельных погребениях встречаются от 1 до 3 захоронений. Нередко погребения культуры шаровидных амфор являются впускными в насыпях более ранних мегалитических погребений и курганов. В ряде местностей были открыты погребения домашних животных — в основном крупного рогатого скота. В некоторых из них, залегавших в грунтовых ямах или под каменной вымосткой, находилось до 5 особей, которым сопутствовал погребальный инвентарь культуры шаровидных амфор (1—7 сосудов). На черепах животных отмечены круглые пробоины, вероятно, нанесенные костяными остриями, найденными также возле костяков. В отдельных погребениях между костяками коров находились кости свиньи.
Погребения средней группы разнообразны по своему типу: это грунтовые и подкурганные захоронения в гробницах, сложенных из каменных плит, блоков или кусков камня, погребения под каменными монолитами и грунтовые захоронения без каменных конструкций. Во всех случаях засвидетельствован обряд трупоположения, хотя на костяках нередко отмечены следы огня. В отдельных погребениях находятся от 1 до 10 в большинстве случаев скорченных костяков. В некоторых гробницах покойники были погребены в сидячем положении, в других — тела погребенных были расчленены. Инвентарь состоит из керамики, кремнёвых и костяных орудий (в основном топоров и долото), янтарных и костяных украшений и костей животных (свиньи, коровы, овцы, козы), а в некоторых гробницах находились целые костяки погребённых животных. Известны также погребения животных — коров, коз, реже свиней, а в одном случае коня. Эти захоронения обычно сопутствуют человеческим и находятся в грунтовых ямах на небольшом расстоянии от гробницы. Рядом с костяками животных встречается сопутствующий им инвентарь и заостренные костяные орудия, которыми они, вероятно, были умерщвлены.

## Интерпретация
Помещение в могилы животных М. Гимбутас рассматривает как устойчивый культурный элемент, полученный от носителей Майкопской культуры. Практика сати, наличие которого предполагала Гимбутас, также рассматривается как очень устойчивый культурный элемент. Сторонники Гимбутас и её курганной гипотезы указывают на эту отличительную погребальную практику и считают, что данная культура представляет собой вторую волну миграции в Европу индоевропейцев.
В советской и польской археологии ещё в середине XX века считалось, что племена шаровидных амфоp были предками не только славян, но и германцев и балтийцев без каких-либо заметных внутренних границ междy ними. Другая точка зрения — что культура шаровидных амфор ассоциируется скорее с одной из групп «кентумных» языков (кельты, италики, венеты или иллирийцы).

## Палеогенетика
Предковые компоненты исследованных геномов носителей культуры на 70% ранние европейские земледельцы и на 30% западноевропейские охотники-собиратели.
У двух обитателей кургана в районе Ягодно на окраине Вроцлава, живших 2800 лет до н. э., с очень высокой вероятностью обнаружены: NO.1 — Y-хромосомная гаплогруппа G; NO.2 — одна из трёх Y-хромосомных гаплогрупп — J, I или E. Однако, относятся ли они к неолитической культуре шаровидных амфор или к раннему этапу культуры шнуровой керамики пока неясно. У двух представителей культуры шаровидных амфор из польского местонахождения Kowal (Kuyavia region), живших в 2850—2570 годах до н. э., определены митохондриальные гаплогруппы K и K2a. Также определены Y-хромосомные гаплогруппы I2, I2a2a, I2a2a1b, I2a2a1b2 и митохондриальные гаплогруппы H1b, H28, J1c, J1c3, K1b1a1, T2b (Илятка, Хмельницкая область, Украина), U5b1d1, U5b2b1, W5 (Kierzkowo). У всех образцов из польского Кошице определена только Y-хромосомная гаплогруппа I2a2a1b2a-L801 (I2a-Y3249, I2a-FT384000) и митохондриальные гаплогруппы T2b4-a, K1a1b1e*, J1c3f1*, HV0a (n=4), HV16*. У образца I2405 (Poland_Globular_Amphora, 5132 л. н., определили Y-хромосомную гаплогруппу I2a1b1-Y3259 и митохондриальную гаплогруппу W5, у образца I2435 (Poland_Globular_Amphora_brother.I2407_son.I2433_son.I2440, 4950 л. н.) определили Y-хромосомную гаплогруппу I2a1b1-Y3259 и митохондриальную гаплогруппу H28a, у образца I2407 (Poland_Globular_Amphora_brother.I2435_son.I2433_son.I2440, 4955 л. н.)  определили Y-хромосомную гаплогруппу F и митохондриальную гаплогруппу H28a.